# Laura Puriņa
Laura Puriņa, coniugata Ikstena (Riga, 25 maggio 1990), è un'ex cestista lettone.

## Carriera
Con la Lettonia ha disputato i Campionati europei del 2019.